# Peter Beer (Theologe)
Peter Beer (* 11. Februar 1966 in Kelheim an der Donau) ist ein deutscher katholischer Priester und Theologe. Von 2009 bis 2019 war er Generalvikar im Erzbistum München und Freising.

## Leben
Nach seinem Abitur am Werner-von-Siemens-Gymnasium in Regensburg studierte Beer von 1985 bis 1992 Katholische Theologie an den Universitäten Regensburg und München, mit dem Abschluss Diplom-Theologe. Es folgte von 1993 bis 1998  ein Studium der Pädagogik an der Universität München. Von 1993 bis 1996 arbeitete er als Religionslehrer an einer Münchner Grundschule. Anschließend war er von 1996 bis 2001 als Referent für Kinderpastoral am Jugendpastoral-Institut in Benediktbeuern tätig.
1995 wurde Beer mit der Dissertation „Kontextuelle Theologie. Überlegungen zu ihrer systematischen Grundlegung“ an der Katholisch-Theologischen Fakultät der Ludwig-Maximilians-Universität München zum Dr. theol. und 1998 mit der Dissertation „Bildungsprozesse und Wissensgrenzen: Beiträge aus der dialektisch-geisteswissenschaftlichen Pädagogik zu einem bildenden Umgang mit Wissensgrenzen“ im Fach Pädagogik ebenfalls an der Münchner LMU zum Dr. phil. promoviert.
Im Jahr 2002 empfing er von Friedrich Kardinal Wetter im Freisinger Dom die Priesterweihe. Von 2002 bis 2004 war er Kaplan in St. Margaret in München-Sendling. Gleichzeitig wurde er 2002 auch Honorarprofessor für Religionspädagogik an der Philosophisch-Theologischen Hochschule der Salesianer Don Boscos Benediktbeuern. Von 2004 bis 2006 war er Fachreferent für Kirchliche Elementarpädagogik im Katholischen Büro Bayern, vom 1. November 2006 bis zum 30. September 2009 übernahm er die Leitung des Katholischen Büros. Am 20. Dezember 2008 erhielt er von Papst Benedikt XVI. den Ehrentitel Päpstlicher Ehrenprälat.
Am 19. April 2009 erfolgte durch Reinhard Kardinal Marx die Bestellung zum Generalvikar der Erzdiözese München und Freising. Das Amt trat er am 1. Januar 2010 an. Am 1. Oktober 2009 wurde Beer zum Domkapitular des Metropolitankapitels Münchens ernannt. Zum 1. Mai 2022 schied er aus dem Domkapitel aus, da er keine Aufgaben mehr für die Erzdiözese und den Dom in München wahrnehme.
Peter Beer engagiert sich für zahlreiche Sozialprojekte im Heiligen Land. Er ist Mitglied im Deutschen Verein vom Heiligen Lande. 2009 wurde er von Kardinal-Großmeister John Patrick Kardinal Foley in den Ritterorden vom Heiligen Grab zu Jerusalem aufgenommen und am 10. Oktober 2009 in Mannheim durch Erzbischof Reinhard Marx, Großprior des Ordens in Deutschland, in die deutsche Statthalterei des Päpstlichen Ritterordens investiert.
Ende 2019 nahm er Abschied vom Amt des Generalvikars, um eine Professur an der Päpstlichen Universität Gregoriana zu übernehmen. Seinen Vorsitz im Stiftungsrat der Katholischen Universität Eichstätt-Ingolstadt, den er seit 2018 innehatte, behielt er bis Ende 2024.
Peter Beer war Vorsitzender des Aufsichtsrates der Verlagsgruppe Weltbild in Augsburg. Als Generalvikar hatte er bereits 2010 die Münchner Anwaltskanzlei Westpfahl Spilker Wastl (WSW) beauftragt, ein Gutachten zum sexuellen Missbrauch zu erstellen, das aber nicht veröffentlicht wurde. Ein zweites WSW-Gutachten, veröffentlicht im Januar 2022, lastete Beer Versäumnisse an, die er einräumte; die Gutachter attestierten ihm jedoch gleichzeitig, sich „als einer von wenigen und gegen teils erbitterten Widerstand innerhalb der Erzdiözese“  für Aufklärung und Aufarbeitung von Missbrauchsfällen eingesetzt zu haben.

## Schriften

### Publikationen in Buchform
- Kontextuelle Theologie. Überlegungen zu ihrer systematischen Grundlegung (= Beiträge zur ökumenischen Theologie, Band 26), Paderborn, München, Wien, Zürich 1995 (zugleich Münchener Universitätsschriften, Katholisch-Theologische Fakultät), ISBN 3-506-70776-0.
- Werterziehung aus christlicher Sicht. Eine Ermutigung zum Handeln (= Philosophisch-Theologische Hochschule der Salesianer Don Boscos Benediktbeuern, Benediktbeurer Hochschulschriften, Band 10), München 1997, ISBN 3-7698-1044-9.
- Bildungsprozesse und Wissensgrenzen. Beiträge aus der dialektisch-geisteswissenschaftlichen Pädagogik zu einem bildenden Umgang mit Wissensgrenzen, München 1998 (Mikrofiche-Ausgabe), (zugleich Hochschulschrift  München, Univ., Diss., 1998).
- Zentrum für Umwelt und Kultur in Zusammenarbeit mit dem Jugendpastoralinstitut Benediktbeuern (Hrsg.): Leben mit und in der Schöpfung. Denkanstöße für das Engagement der Kirche im Bereich ökologischer Kinder- und Jugendbildung, München 1999, ISBN 3-7698-1194-1.
- Die Frage im religionspädagogischen Kontext (= Philosophisch-Theologische Hochschule der Salesianer Don Boscos, Benediktbeuern, Benediktbeurer Hochschulschriften, Band 12), München 1999, ISBN 3-7698-1155-0.
- Bayerischer Landesverband Kath. Tageseinrichtungen für Kinder (Hrsg.): Religiöse Erziehung. Grundinformationen, München 2000.
- zusammen mit Margret Langenmayr, Lernfeldorientierung in der Erzieherinnenausbildung.  Vorschläge für die Unterrichtspraxis, München 2003, ISBN 3-7698-1440-1.
- Kinderfragen als Wegmarken religiöser Erziehung. Ein Entwurf für religionspädagogisches Arbeiten im Elementarbereich (= Benediktbeurer Studien, Band 10), München 2003, (zugleich Hochschulschrift München, Univ., Diss., 2002), ISBN 3-7698-1396-0.